# Britische Feldpost in Deutschland im Kalten Krieg

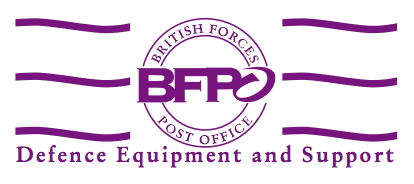
Logo des British Forces Post Office

Die Britische Feldpost in Deutschland im Kalten Krieg gibt einen Überblick über die Postversorgung der britischen Streitkräfte, der Soldaten und ihren Familien in Übersee.
Das Lemma ergänzt die Seite Britische Streitkräfte in Deutschland; es listet darüber hinaus die britischen Militärpostämter (BFPO) in der Welt 1946, 1957 und 1994 auf. Die postalische Organisation spiegelt die militärische Organisation und gibt damit einen Gesamtüberblick über das militärische Engagement Großbritanniens in Westeuropa und der Welt.

## Rechtsgrundlage und Gebühren
Einleitend ist anzumerken, dass in dieser Zeit in allen Staaten die Postbeförderung als staatlicher Hoheitsakt betrachtet wurde – in der Bundesrepublik Deutschland bestand ein Bundespostministerium bis 1997 und die Mitarbeiter der Post waren im Regelfall Beamte – und es undenkbar erschien, einem fremden Staat die Beförderung militärischer Dienstpost anzuvertrauen. Daher regelte das „Zusatzabkommen zu dem Abkommen zwischen den Parteien des Nordatlantikvertrages über die Rechtsstellung ihrer Truppen hinsichtlich der in der Bundesrepublik Deutschland stationierten ausländischen Truppen“ (NATO-Truppenstatut von 1951) vom 3. August 1959 das schon von Anbeginn der Stationierung praktizierte Verfahren rechtsgültig.
Grundsätzlich galt, dass die Militärpost des Stationierungsstaates das Recht besaß, Post innerhalb und außerhalb des Bundesgebiets zu versenden oder auch die Militärpost einer anderen Stationierungsmacht zu nutzen. Der Austausch mit der Deutschen Bundespost erfolgte über festgelegte Postämter. Den Angehörigen, dem sogenannten „militärischen Gefolge“, stand es frei, die Militärpost zu benutzen. Dienstliche Postsendungen waren gebührenfrei, Privatpost nach Großbritannien und Deutschland musste zum jeweils gültigen Inlandstarif in britischer Währung freigemacht werden.

## Organisation und Unterstellung
In der unmittelbaren Nachkriegszeit lag die Verantwortung für die dienstliche und private Post von und nach Großbritannien sowie innerhalb der Rheinarmee (BAOR) bei der Royal Engineers Postal Services Organisation. Innerhalb der Britischen Zone wurde das Äquivalent des modernen Postleitzahlensystems eingeführt, wobei BAOR-Nummern jeder größeren Garnison oder RAF-Station zugewiesen wurden. Von diesen Knotenpunkten aus wurde die Post für die untergeordneten oder außerhalb liegenden Einheiten weiter verteilt. Im Jahr 1957 wurde das gegenwärtige weltweite System der BFPO-Nummern erstmals bei den britischen Streitkräften in Deutschland eingeführt. Dies erforderte einige Änderungen der früheren BAOR-Nummern, um Doppelbelegungen zu vermeiden und den großen Umstrukturierungen in der ehemaligen Britischen Zone Rechnung zu tragen.
Das British Forces Post Office (BFPO) bietet den britischen Streitkräften einen Postdienst, der von dem von Royal Mail im Vereinigten Königreich bereitgestellten getrennt ist. BFPO-Adressen werden für die Zustellung von Postsendungen in Großbritannien und auf der ganzen Welt verwendet. Die BFPO zog 2007 von ihrer ursprünglichen Basis in Inglis Barracks, Mill Hill, London, zu ihrer derzeitigen Basis bei RAF Northolt im Nordwesten Londons um. Die Verantwortung für militärische Post blieb bei den Royal Engineers, bis sie im April 1993 an das Royal Logistics Corps übergeben wurde. Im Juli desselben Jahres wurde die Defence Postal & Courier Services Agency gegründet. Es war die erste Verteidigungsagentur, die in der Abteilung des Generalquartiers des Generalquartiers (QMG) gebildet wurde und dem Generaldirektor der logistischen Unterstützung (Army) unterstellt ist. In Deutschland wurde der BAOR-Postdienst im Rhine Centre in Düsseldorf koordiniert.

## Britische Feldpostämter 1946, 1957 und 1994
| BAOR 1946 | Garnison 1946                 | Bemerkung 1946                                                 | BFPO 1957 | Garnison 1957                   | Bemerkung 1957                  | BFPO 1994 | Post Code 1994 | Garnison 1994               | Bemerkung 1994                       |
| --------- | ----------------------------- | -------------------------------------------------------------- | --------- | ------------------------------- | ------------------------------- | --------- | -------------- | --------------------------- | ------------------------------------ |
| BAOR 1    | Bad Oeynhausen                | HQ BAOR, 1954 → Rheindahlen                                    |           |                                 | → BFPO 40, → BFPO 140           |           |                |                             |                                      |
| BAOR 2    | Berlin                        | auch für RAF Gatow                                             |           |                                 | → BFPO 45                       | BFPO 2    | BF1 3AA        | Washington, D.C. (US)       |                                      |
| BAOR 3    | Hamburg                       |                                                                |           |                                 |                                 |           |                |                             |                                      |
| BAOR 4    | Düsseldorf                    | auch für Duisburg / Essen / Mülheim                            |           |                                 | → BFPO 34                       | BFPO 4    | BF1 3AD        | Kathmandu (Nepal)           |                                      |
| BAOR 5    | Hannover                      | auch für RAF Wunstorf                                          |           |                                 | → BFPO 33                       |           |                |                             |                                      |
| BAOR 6    | Kiel                          | auch für Plön / Neumünster                                     |           |                                 | → BFPO 108                      | BFPO 6    | BF1 2AA        | Lissabon (PO)               | Allied Joint Force Command NATO      |
| BAOR 7    |                               | [ 3 ]                                                          |           |                                 |                                 |           |                |                             |                                      |
| BAOR 8    | Lüneburg                      |                                                                |           |                                 |                                 | BFPO 8    | BF1 2AB        | Neapel (IT)                 | HQ AFSOUTH                           |
| BAOR 9    | Wuppertal                     |                                                                |           |                                 |                                 |           |                |                             |                                      |
| BAOR 10   | Osnabrück                     |                                                                |           |                                 | → BFPO 36                       | BFPO 10   | BF1 3AF        | Nairobi (KE)                |                                      |
| BAOR 11   | Braunschweig                  | auch für Wolfenbüttel                                          |           |                                 | → BFPO 101                      | BFPO 11   | BF1 3AG        | Seria (Brunei)              |                                      |
| BAOR 12   | Münster                       |                                                                |           |                                 | → BFPO 17                       | BFPO 12   | BF1 3AH        | Belize City (Belize)        |                                      |
| BAOR 13   | RAF Sylt                      |                                                                |           |                                 |                                 |           |                |                             |                                      |
| BAOR 14   | Dortmund                      | auch für Witten-Annen / Wetter                                 |           |                                 | → BFPO 20                       | BFPO 14   | BF1 3AJ        | Suffield (CA)               | Canadian Forces Base                 |
| BAOR 15   | Herford                       | auch für Detmold / Bad Salzuflen                               | BFPO 15   | Herford                         |                                 |           |                |                             |                                      |
| BAOR 16   | Paderborn                     | auch für Bad Lippspringe / Sennelager                          | BFPO 16   | Paderborn                       | auch für Sennelager             | BFPO 16   | BF1 0AB        | Sennelager                  |                                      |
| BAOR 17   |                               | [ 3 ]                                                          | BFPO 17   | Münster                         |                                 |           |                |                             |                                      |
|           |                               |                                                                | BFPO 18   | Maastricht (NL)                 | Joint Operations Centre NATO    | BFPO 18   | BF1 2AE        | Maastricht (NL)             | Joint Operations Centre NATO         |
| BAOR 19   | Köln                          | auch für Bonn / RAF Wahn / RAF Butzweilerhof                   | BFPO 19   | Köln                            | auch für Bonn                   | BFPO 19   | BF1 0AE        | Mönchengladbach             | JHQ Rheindahlen                      |
| BAOR 20   | Soltau                        | auch für Munster                                               | BFPO 20   | Dortmund                        |                                 |           |                |                             |                                      |
| BAOR 21   | Frankfurt / Baden-Baden       | Verbindungsoffizier zu USAREUR/FFA                             | BFPO 21   | Emblem (BE)                     | British Communications Zone     |           |                |                             |                                      |
| BAOR 22   | Lübbecke                      |                                                                | BFPO 22   | Lübbecke                        |                                 | BFPO 22   | BF1 0AF        | Paderborn                   |                                      |
| BAOR 23   | Celle                         | auch für RAF Fassberg, Bergen-Hohne                            | BFPO 23   | Celle                           |                                 |           |                |                             |                                      |
| BAOR 24   | Iserlohn                      | auch für Menden                                                | BFPO 24   | Iserlohn                        |                                 |           |                |                             |                                      |
| BAOR 25   | Emden                         | auch für Oldenburg / Wilhelmshaven / RAF Jever                 | BFPO 25   | RAF Brüggen                     |                                 |           |                |                             |                                      |
| BAOR 26   | Hildesheim                    | auch für RAF Scharfoldendorf                                   |           |                                 | → BFPO 102                      | BFPO 26   | BF1 2AG        | Casteau (BE)                | HQ SHAPE                             |
| BAOR 27   |                               | [ 3 ]                                                          | BFPO 27   | Hannover Isolated detachments   |                                 |           |                |                             |                                      |
| BAOR 28   | Delmenhorst                   | auch für RAF Ahlhorn                                           | BFPO 28   | Brunssum (NL)                   | HQ AFCENT                       | BFPO 28   | BF1 2AH        | Brunssum (NL)               | HQ AFCENT                            |
| BAOR 29   | Minden                        |                                                                | BFPO 29   | Minden                          |                                 |           |                |                             |                                      |
| BAOR 30   | Fallingbostel                 |                                                                | BFPO 30   | Bergen-Hohne                    |                                 |           |                |                             |                                      |
| BAOR 31   | Schleswig                     | auch für RAF Schleswigland / Flensburg / Rendsburg             | BFPO 31   | Hameln                          |                                 |           |                |                             |                                      |
| BAOR 32   | Verden                        | auch für Rotenburg / Liebenau / Nienburg                       | BFPO 32   | Verden                          |                                 |           |                |                             |                                      |
| BAOR 33   | Goslar                        | auch für Bad Harzburg                                          | BFPO 33   | Hannover                        |                                 |           |                |                             |                                      |
| BAOR 34   | Bracht                        | auch für RAF Laarbruch / RAF Geilenkirchen / Krefeld / Willich | BFPO 34   | Düsseldorf                      |                                 |           |                |                             |                                      |
| BAOR 35   | RAF Eindhoven (NL)            |                                                                | BFPO 35   | Krefeld                         |                                 |           |                |                             |                                      |
|           |                               |                                                                | BFPO 36   | Osnabrück                       |                                 |           |                |                             |                                      |
| BAOR 37   |                               | [ 3 ]                                                          | BFPO 37   | Soltau                          | auch für Dannenberg (R Signals) |           |                |                             |                                      |
| BAOR 38   | Bad Eilsen                    | auch für RAF Bückeburg, HQ RAFG, 1954 → Rheindahlen            | BFPO 38   | Fallingbostel                   |                                 |           |                |                             |                                      |
| BAOR 39   | Bielefeld                     | HQ I (BR) Corps, auch für RAF Gütersloh / RAF Sundern          | BFPO 39   | Bielefeld                       |                                 | BFPO 39   | BF1 0AP        | Bielefeld                   |                                      |
| BAOR 40   | Mönchengladbach / Rheindahlen | JHQ 1954                                                       | BFPO 40   | Rheindahlen                     | → BFPO 140                      |           |                |                             |                                      |
| BAOR 41   | Lippstadt                     |                                                                | BFPO 41   | Detmold                         |                                 |           |                |                             |                                      |
|           |                               |                                                                | BFPO 42   | RAF Wildenrath                  |                                 |           |                |                             |                                      |
|           |                               |                                                                | BFPO 43   | RAF Laarbruch                   |                                 |           |                |                             |                                      |
| BAOR 44   | Hilden                        |                                                                | BFPO 44   | Dülmen                          |                                 | BFPO 44   | BF1 0AR        | Wulfen                      |                                      |
|           |                               |                                                                | BFPO 45   | Berlin                          |                                 |           |                |                             |                                      |
|           |                               |                                                                | BFPO 46   | Bünde                           |                                 | BFPO 46   | BF1 0AT        | Goch                        | auch für Wesel                       |
|           |                               |                                                                | BFPO 47   | Gütersloh                       | → BFPO 113                      |           |                |                             |                                      |
|           |                               |                                                                | BFPO 48   | Nienburg                        |                                 |           |                |                             |                                      |
|           |                               |                                                                | BFPO 49   | Brüssel (BE)                    | HQ NATO                         | BFPO 49   | BF1 2AN        | Brüssel (BE)                | HQ NATO                              |
|           |                               |                                                                |           |                                 |                                 | BFPO 50   | BF1 2AQ        | Stavanger (NO)              | Joint Warface Center NATO            |
|           |                               |                                                                |           |                                 |                                 | BFPO 52   | BF1 2AR        | Gibraltar                   |                                      |
|           |                               |                                                                |           |                                 |                                 | BFPO 53   | BF1 2AS        | Episkopi (CY)               |                                      |
|           |                               |                                                                |           |                                 |                                 | BFPO 56   | BF1 2AX        | Madrid (SP)                 | Allied Force Command NATO            |
|           |                               |                                                                |           |                                 |                                 | BFPO 57   | BF1 2AT        | Akrotiri (CY)               |                                      |
|           |                               |                                                                |           |                                 |                                 | BFPO 58   | BF1 2AU        | Dhekelia (CY)               |                                      |
|           |                               |                                                                |           |                                 |                                 | BFPO 59   | BF1 2AW        | Ayios Nikolaos Station (CY) |                                      |
|           |                               |                                                                |           |                                 |                                 | BFPO 61   | BF1 2AY        | Mailand (IT)                | NATO Rapid Deployable Corps – Italy  |
|           |                               |                                                                |           |                                 |                                 | BFPO 63   | BF1 3AQ        | Norfolk, Virginia (US)      | HQ ACLANT                            |
|           |                               |                                                                |           |                                 |                                 | BFPO 64   | BF1 3AS        | Edwards AFB (US)            |                                      |
|           |                               |                                                                |           |                                 |                                 | BFPO 65   | BF1 2BA        | Rom (IT)                    |                                      |
|           |                               |                                                                |           |                                 |                                 | BFPO 66   | BF1 3AU        | Creech AFB (US)             |                                      |
|           |                               |                                                                |           |                                 |                                 | BFPO 68   | BF1 2BE        | Poggio Renatico (IT)        |                                      |
|           |                               |                                                                |           |                                 |                                 | BFPO 73   | BF1 3BD        | Beaufort AFB (US)           |                                      |
|           |                               |                                                                |           |                                 |                                 | BFPO 75   | BF1 3BF        | Eglin AFB (US)              |                                      |
|           |                               |                                                                | BFPO 101  | Wolfenbüttel                    |                                 |           |                |                             |                                      |
|           |                               |                                                                | BFPO 102  | Hildesheim                      |                                 |           |                |                             |                                      |
|           |                               |                                                                | BFPO 103  | Hamm                            | auch für Werl                   |           |                |                             |                                      |
|           |                               |                                                                | BFPO 104  | Truppenübungsplatz Munster      |                                 |           |                |                             |                                      |
|           |                               |                                                                | BFPO 105  | Düsseldorf Isolated detachments |                                 | BFPO 105  | BF1 0AX        | Isolated Detachments        | → Tabelle „Abgesetzte Teileinheiten“ |
|           |                               |                                                                | BFPO 106  | Soest                           |                                 |           |                |                             |                                      |
|           |                               |                                                                | BFPO 107  | Lippstadt                       |                                 |           |                |                             |                                      |
|           |                               |                                                                | BFPO 108  | Kiel                            |                                 |           |                |                             |                                      |
|           |                               |                                                                | BFPO 109  | Ramstein                        | HQ USAFE                        | BFPO 109  | BF1 0DL        | Ramstein                    | HQ USAFE                             |
|           |                               |                                                                | BFPO 110  | Willich                         |                                 |           |                |                             |                                      |
|           |                               |                                                                | BFPO 112  | Menden                          |                                 |           |                |                             |                                      |
|           |                               |                                                                | BFPO 113  | Gütersloh                       | Mansergh Barracks               | BFPO 113  | BF1 0DN        | Gütersloh                   | Mansergh Barracks                    |
|           |                               |                                                                | BFPO 114  | Körbecke                        |                                 |           |                |                             |                                      |
|           |                               |                                                                | BFPO 140  | Rheindahlen                     | HQ BAOR, JHQ                    | BFPO 140  | BF1 0DQ        | Bielefeld                   | JHQ                                  |

## Abgesetzte Teileinheiten (Isolated detachments) 1994
Über BFPO 105 wurden abgesetzte Teileinheiten, zumeist Verbindungskommandos zu verbündeten Streitkräften, postalisch erreicht. Alle „isolated detachments“ waren in Deutschland stationiert.
| Nr.  | Standort                   | Isolated detachment (Originalbezeichnung) | Teileinheit (deutsche Übersetzung)                                                                                 | Bemerkung                                                                                                  |
| ---- | -------------------------- | ----------------------------------------- | --- | --- |
| 589  | Oberstdorf                 | Army Training Centre (ATC)                | Ausbildungszentrum der Army                                                                                        | Hochgebirgsausbildung der Army                                                                             |
| 2001 | Bad Kohlgrub               | FDTC Bavaria                              | Ausbildungszentrum der RAF                                                                                         | Hochgebirgsausbildung der Royal Air Force (RAF Germany Winter Survival School)                             |
| 2002 | Strausberg                 | Army EO, HQ Army                          | Verbindungskommando zum Bundeswehrkommando Ost                                                                     | |
| 2003 | Oberammergau               | NATO School                               | NATO-Schule | Nachfolgerin der Special Weapons School der USA                                                            |
| 2004 | Oldenburg                  | Army EO, HQ 1 (DEU) Armd Div              | Verbindungskommando zur 1. Panzerdivision                                                                          | |
| 2009 | Möhnesee                   | British Möhnesee Sail Training Centre     | Britische Segelschule                                                                                              | |
| 2010 | Unterhaching               | NETMA/BCG/BSSO MUNICH                     | NATO-Agentur für Entwicklung, Produktion und logistische Betreuung der Waffensysteme Euro Fighter 2000 und Tornado | |
| 2011 | Köln                       | BLO (G) Force Development                 | Verbindungskommando zum Heeresamt der Bundeswehr                                                                   | |
| 2014 | Bonn                       | OCCAR/COBRA                               | COBRA (COunter Battery RAdar)                                                                                      | Organisation Conjointe de Coopération en matière d’Armement / Organisation for Joint Armament Co-operation |
| 2016 | Ingolstadt                 | BLO Pionierschule                         | Verbindungskommando zum Ausbildungszentrum Pioniere                                                                | Nachfolger der Pionierschule München                                                                       |
| 2017 | Leipzig                    | BLO (G) Training                          | Verbindungskommando zum Ausbildungskommando der Bundeswehr                                                         | General-Olbricht-Kaserne                                                                                   |
| 2019 | Fliegerhorst Hohn          | RAF Ex Officer                            | Austauschoffizier der Royal Air Force                                                                              | Lufttransportgeschwader 63                                                                                 |
| 2020 | Hamburg                    | German Armed Forces Staff College         | Führungsakademie der Bundeswehr                                                                                    | Britischer Lehrgangsteilnehmer in der Generalstabsausbildung                                               |
| 2021 | Sonthofen                  | The Naval Outdoor Centre                  | Ausbildungszentrum der Royal Navy                                                                                  | Hochgebirgsausbildung der Royal Navy                                                                       |
| 2022 | Flensburg                  | RN Ex Officer                             | Austauschoffizier der Royal Navy                                                                                   | an der Marineschule Mürwik                                                                                 |
| 2024 | Stuttgart                  | UK Ex Officer                             | Austauschoffizier bei EUCOM                                                                                        | Oberkommando der US-Streitkräfte in Europa                                                                 |
| 2025 | Stuttgart                  | BLO Stuttgart                             | Verbindungskommando zu EUCOM                                                                                       | Oberkommando der US-Streitkräfte in Europa                                                                 |
| 2026 | Fliegerhorst Diepholz      | RAF Liaison Officer                       | Verbindungsoffizier der Royal Air Force                                                                            | Waffensystemunterstützungszentrum 2                                                                        |
| 2027 | Königsbrunn                | RAF Ex Officer                            | Verbindungsoffizier der Royal Air Force                                                                            | für Fliegerhorst Lechfeld                                                                                  |
| 2028 | Manching                   | RAF Personnel MEA 4                       | Royal Air Force Personal Manching                                                                                  | Wehrtechnische Dienststelle 61                                                                             |
| 2029 | München                    | UK Typhoon Team Eurofighter IWSSC         | Verbindungskommando zu IWSSC                                                                                       | International Weapon System Support Centre (IWSSC)                                                         |
| 2030 | Eckernförde                | RM Ex Officer                             | Austauschoffizier der Royal Marines                                                                                | Wehrtechnische Dienststelle 71                                                                             |
| 2031 | Berlin                     | Defence section British Embassy           | Militärattachéstab der Britischen Botschaft                                                                        | |
| 2032 | Berlin                     | BLO Berlin                                | Verbindungsoffizier Berlin                                                                                         | |
| 2033 | Fliegerhorst Nordholz      | RN Exchange Pilot Nordholz                | Austauschpilot der Royal Navy                                                                                      | Marinefliegergeschwader 3 „Graf Zeppelin“                                                                  |
| 2034 | Truppenübungsplatz Munster | GBR NSE Munster                           | Verbindungskommando zum Kampfmittelräumdienst der Bundeswehr                                                       | |

## Militärische Postleitzahlen 1994
Die 1994 bei den BFPO eingeführten Post Codes erlauben eine gute Übersicht der Wertigkeiten der britischen Garnisonen in der Welt.
| Post Code | BFPO     | Standort               | Bemerkung                                                 |
| --------- | -------- | ---------------------- | --------------------------------------------------------- |
| BF1 0AB   | BFPO 16  | Sennelager             | Truppenübungsplatz Senne (Sennelager)                     |
| BF1 0AE   | BFPO 19  | Mönchengladbach        | Rheindahlen, planmäßig angelegte britische Garnisonsstadt |
| BF1 0AF   | BFPO 22  | Paderborn              | Barker Barracks, Alanbrooke Barracks                      |
| BF1 0AP   | BFPO 39  | Bielefeld              | Ripon Barracks, Richmond Barracks, Harrogate Barracks     |
| BF1 0AR   | BFPO 44  | Wulfen                 | Depot                                                     |
| BF1 0AT   | BFPO 46  | Goch                   | SOC 2 Uedem                                               |
| BF1 0AX   | BFPO 105 | Isolated Detachments   | → Tabelle „Abgesetzte Teileinheiten“                      |
| BF1 0DL   | BFPO 109 | Ramstein               | HQ AAFCE                                                  |
| BF1 0DN   | BFPO 113 | Gütersloh              | Mansergh Barracks                                         |
| BF1 0DQ   | BFPO 140 | Bielefeld              | JHQ                                                       |
| BF1 2AA   | BFPO 6   | Lissabon (PO)          | Allied Joint Force Command NATO                           |
| BF1 2AB   | BFPO 8   | Neapel (IT)            | HQ AFSOUTH                                                |
| BF1 2AE   | BFPO 18  | Maastricht (NL)        | Joint Operations Centre NATO                              |
| BF1 2AG   | BFPO 26  | Casteau (BE)           | HQ SHAPE                                                  |
| BF1 2AH   | BFPO 28  | Brunssum (NL)          | HQ AFCENT                                                 |
| BF1 2AN   | BFPO 49  | Brüssel (BE)           | HQ NATO                                                   |
| BF1 2AQ   | BFPO 50  | Stavanger (NO)         | Joint Warface Center NATO                                 |
| BF1 2AR   | BFPO 52  | Gibraltar              |                                                           |
| BF1 2AS   | BFPO 53  | Episkopi (CY)          |                                                           |
| BF1 2AT   | BFPO 57  | Akrotiri (CY)          |                                                           |
| BF1 2AU   | BFPO 58  | Dhekelia (CY)          |                                                           |
| BF1 2AW   | BFPO 59  | Ayios Nikolaos (CY)    |                                                           |
| BF1 2AX   | BFPO 56  | Madrid (SP)            | Allied Force Command NATO                                 |
| BF1 2AY   | BFPO 61  | Mailand (IT)           | NATO Rapid Deployable Corps – Italy                       |
| BF1 2BA   | BFPO 65  | Rom (IT)               |                                                           |
| BF1 2BE   | BFPO 68  | Poggio Renatico (IT)   |                                                           |
| BF1 3AA   | BFPO 2   | Washington (US)        |                                                           |
| BF1 3AD   | BFPO 4   | Kathmandu (Nepal)      |                                                           |
| BF1 3AF   | BFPO 10  | Nairobi (KE)           |                                                           |
| BF1 3AG   | BFPO 11  | Seria (Brunei)         |                                                           |
| BF1 3AH   | BFPO 12  | Belize City (Belize)   |                                                           |
| BF1 3AJ   | BFPO 14  | Suffield (CA)          | Canadian Forces Base                                      |
| BF1 3AQ   | BFPO 63  | Norfolk, Virginia (US) | HQ ACLANT                                                 |
| BF1 3AS   | BFPO 64  | Edwards AFB (US)       |                                                           |
| BF1 3AU   | BFPO 66  | Creech AFB (US)        |                                                           |
| BF1 3BD   | BFPO 73  | Beaufort AFB (US)      |                                                           |
| BF1 3BF   | BFPO 75  | Eglin AFB (US)         |                                                           |

## Abkürzungen
| Abkürzung | Text                                      |
| --------- | ----------------------------------------- |
| AAFCE     | Allied Air Forces Europe                  |
| AFB       | Air Force Base                            |
| AFCENT    | Allied Forces Central Europe              |
| AFSOUTH   | Allied Forces Southern Europe             |
| ATAF      | Allied Tactical Air Force                 |
| BAOR      | British Army of the Rhine                 |
| BE        | Belgien                                   |
| BFPO      | British Forces Post Office                |
| BLO       | British Liaison Officer                   |
| BR        | Britisch                                  |
| CA        | Kanada                                    |
| CENTAG    | Central Army Group                        |
| CY        | Zypern                                    |
| EUCOM     | United States European Command            |
| Ex        | Exchange                                  |
| FFA       | Forces françaises en Allemagne            |
| HQ        | Headquarters                              |
| IT        | Italien                                   |
| JHQ       | Joint Headquarters (BAOR, NORTHAG, 2ATAF) |
| KE        | Kenia                                     |
| NATO      | North Atlantic Treaty Organisation        |
| NL        | Niederlande                               |
| NO        | Norwegen                                  |
| NORTHAG   | Northern Army Group                       |
| PO        | Portugal                                  |
| QM        | Quartermaster                             |
| RAF       | Royal Air Force                           |
| RAFG      | Royal Air Force Germany                   |
| RM        | Royal Marines                             |
| RN        | Royal Navy                                |
| SHAPE     | Supreme Headquarters Allied Powers Europe |
| SOC       | Sector Operations Center                  |
| SP        | Spanien                                   |
| UK        | Vereinigtes Königreich                    |
| US        | Vereinigte Staaten                        |
| USAFE     | United States Air Force in Europe         |
| USAREUR   | United States Army in Europe              |